# Kvadermålning

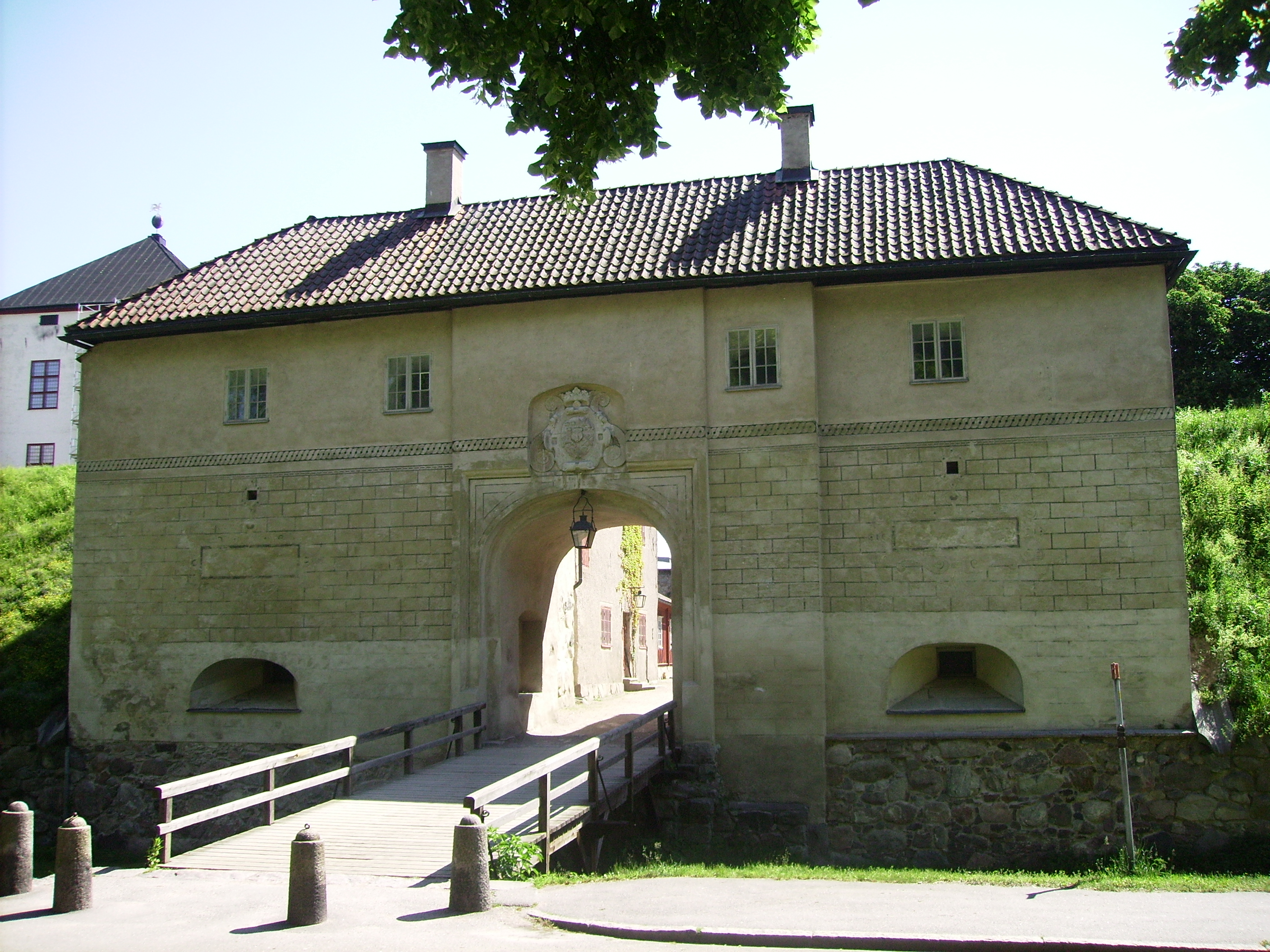
Exempel på kvaderstensimitation. Porthuset vid Nyköpingshus

Kvadermålning är en målning som imiterar kvaderstenar.

## Verk
- Farhults kyrka, Skåne.
- Gräve kyrka, Närke: 1899 - Övermålade efter några decennier.
- Guldrupe kyrka, Gotland: medeltida.
- Hjärsås kyrka, Skåne: 1500-talet.
- Hovdala slott, Skåne.
- Kils kyrka, Närke: 1898 - Övermålade 1931.
- Lokrume kyrka, Gotland: 1250-talet.
- Stenkyrka kyrka, Gotland: 1255.
- Tingstäde kyrka, Gotland: medeltida.
- Vada kyrka, Uppland: 1896.
- Vamlingbo kyrka, Gotland.